# El puente (film 1950)
El puente è un film argentino del 1950 diretto da Carlos Gorostiza e Arturo Gemmiti.

## Trama
La famiglia e gli amici di un giovane operaio e di un ingegnere che lavorano alla costruzione di un ponte e i loro sforzi per evitare un eventuale incidente.

## Commento
El Mundo scrisse che il film conserva l'impostazione della piéce teatrale da cui è tratto, mentre  Manrupe e Portela sostengono che il film "ha valore in quanto documento di un'opera teatrale importante".